# Mission San Diego de Alcalá

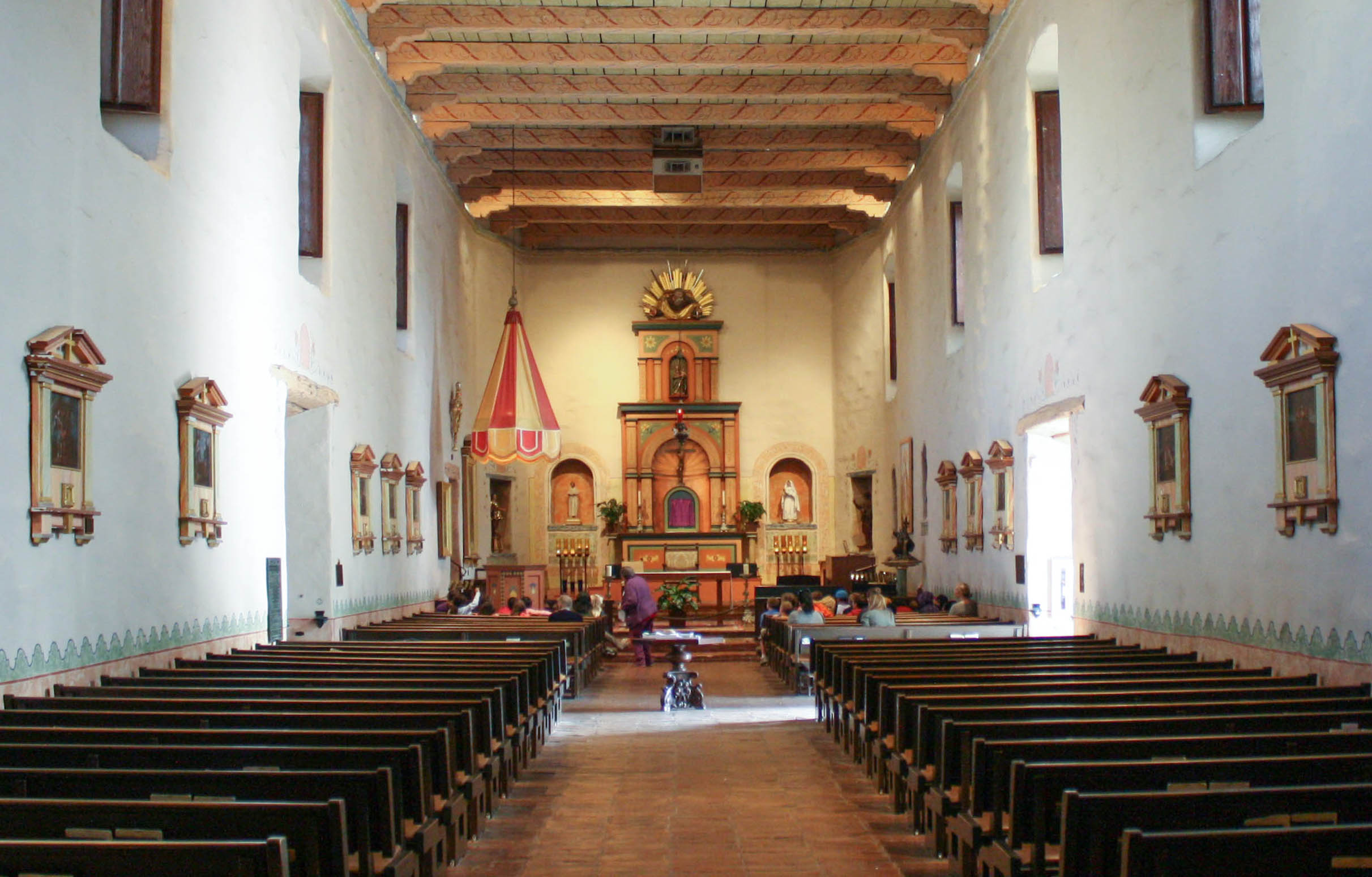
Das Innere der Kirche

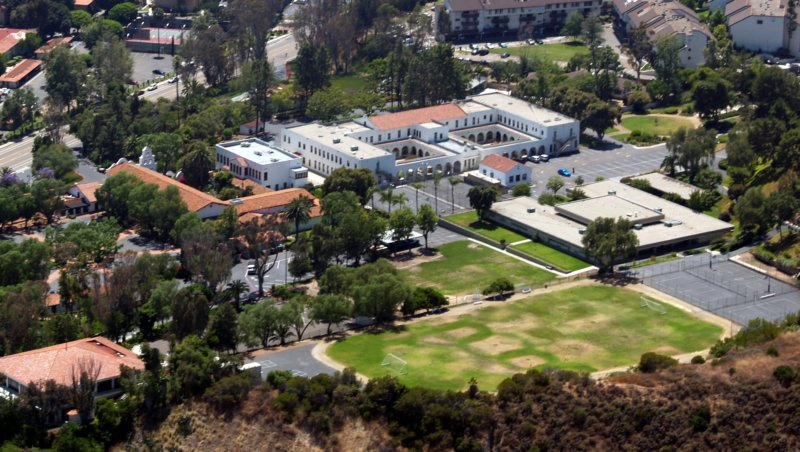
Luftbild (2011)

Mission San Diego de Alcalá war die erste franziskanische Missionsstation der Spanier in Kalifornien, seinerzeit eine Provinz des Vizekönigreiches Neuspanien (Oberkalifornien).
Die Mission La Misión San Diego de Alcalá (damaliger Name) wurde im heutigen San Diego am 16. Juli 1769 von dem spanischen Mönch Junípero Serra gegründet. Das Grundstück befand sich zuvor auf dem Stammesgebiet des indigenen Volkes Kumeyaay.
Die Missionsstation und das umliegende Gelände wurden nach dem katholischen Missionar Didakus von Alcalá benannt. Die Kirche, wegen ihrer historischen Bedeutung 1975 von Papst Paul VI. zur Basilica minor erhoben, sowie die weiteren Bauwerke gehören zum bzw. dem Bistum San Diego.

## Denkmalaspekte
Der Baukomplex ist seit 1936 eine California Historical Landmark und seit dem 15. April 1970 eine National Historic Landmark. Taggleich wurde er im National Register of Historic Places gelistet.